# 에우바우두 조제 지 아기아르 네투
에우바우두 조제 지 아기아르 네투 또는 네투 바이아누는 브라질의 축구 선수이다. 포지션은 187cm의 장신 공격수이다.

## 선수 경력
2005년 K리그의 전북 현대 모터스에서 뛰었으며 등록명은 네또였다.